# Domhnall Gleeson
Domhnall Gleeson (12 de maig de 1983, Dublín, Irlanda) és un actor, director i escriptor irlandès. Ha actuat tant en cinema com en teatre, guanyant una nominació als Tony Award de 2006 per la seva participació en la producció de Broadway The Lieutenant of Inishmore. Ha actuat diverses vegades en el Gate Theatre de Dublín, incloent les adaptacions d'American Buffalo i Great Expectations.
A més de les seves treball en cinema, Gleeson ha aparegut en sèries de televisió com The Last Furlong, el xou de comèdia Your Bad Self i en les pel·lícules Six Shooter, Studs i Boy Eats Girl. Va personificar a Bill Weasley en les pel·lícules Harry Potter i les relíquies de la Mort - Part 1 i Part 2, estrenades a 2010/2011. És fill de l'actor Brendan Gleeson, que personifica a Alastor Moody en els films.

## Filmografia

### Pel·lícula
| Any  | Títol                                           | Paper                  | Notes                      |
| ---- | ----------------------------------------------- | ---------------------- | -------------------------- |
| 2004 | Six Shooter                                     | Cashier                | Curt                       |
| 2005 | Stars                                           | Brian (veu)            | Curt                       |
| 2005 | Boy Eats Girl                                   | Bernard                |                            |
| 2006 | Studs                                           | Trampis                |                            |
| 2009 | A Dog Year                                      | Anthony Armstrong      |                            |
| 2009 | What Will Survive of Us                         |                        | Curt; director i escriptor |
| 2009 | Perrier's Bounty                                | Clifford               |                            |
| 2009 | Corduroy                                        | Mahon                  | Curt                       |
| 2010 | Sensation                                       | Donal Ron Weasel.      |                            |
| 2010 | Noreen                                          |                        | Curt; director i escriptor |
| 2010 | Never Let Me Go                                 | Rodney                 |                            |
| 2010 | True Grit                                       | Moon (el nen)          |                            |
| 2010 | When Harvey Met Bob                             | Bob Geldof             | Pel·lícula per a televisió |
| 2010 | Harry Potter and the Deathly Hallows – Part 1   | Bill Weasley           |                            |
| 2011 | Harry Potter and the Deathly Hallows – Part 2   | Bill Weasley           |                            |
| 2012 | Dredd                                           | Clan Techie            |                            |
| 2012 | Anna Karenina                                   | Konstantin Levin       |                            |
| 2012 | Shadow Dancer                                   | Connor                 |                            |
| 2013 | About Time                                      | Tim Lake               |                            |
| 2014 | Harry Potter and the Escape from Gringotts      | Bill Weasley           |                            |
| 2014 | Frank                                           | Jon                    |                            |
| 2014 | Calvary                                         | Freddie Joyce          |                            |
| 2014 | Unbroken                                        | Russell Allen Phillips |                            |
| 2015 | Ex Machina                                      | Caleb                  |                            |
| 2015 | Brooklyn                                        | Jim                    |                            |
| 2015 | Star Wars episodi VII: El despertar de la força | General Hux            |                            |
| 2015 | The Revenant                                    | Andrew Henry           |                            |
| 2017 | Mena                                            | Monty Schafer          |                            |
| 2017 | Star Wars episodi VIII: Els últims jedi         | General Hux            |                            |

### Televisió
| Any  | Títol            | Paper         | Notes                       |
| ---- | ---------------- | ------------- | --------------------------- |
| 2005 | The Last Furlong | Sean Flanagan | 3 capítols                  |
| 2010 | Your Bad Self    | Various       | 6 capítols; també escriptor |
| 2013 | Black Mirror     | Ash           | Capítol: Be Right Back      |